# Steven Vogt
Steven S. Vogt (* 20. Dezember 1949 in Rock Island, Illinois) ist ein US-amerikanischer Astronom und Astrophysiker.
Steven Vogt erhielt 1972 den A.B. in Physik und Astronomie an der University of California, Berkeley. 1976 erreichte er den M.S. in Astronomie an der University of Texas at Austin und 1978 ebenfalls dort den Ph.D.
Steven Vogt forscht an der University of California, Berkeley, u. a. im Bereich der extrasolaren Planeten und hat neun extrasolare Planeten zusammen im Team mit anderen entdeckt.

## Publikationen
- A magnetic study of the spotted UV Ceti flare stars and related late-type dwarfs
- A thorium-argon line atlas for the Keck HIRES spectrometer
- HIRES user's manual
- HIRES, a high resolution echelle spectrometer for the Keck ten-meter telescope : phase C, HIRES core
- Light and color variations of the flare star BY Draconis : a criticism of starspot properties